# Wervicq-Sud
Wervicq-Sud é uma comuna francesa na região administrativa de Altos da França, no departamento de Nord. Estende-se por uma área de 5,09 km². Em 2010 a comuna tinha 5 434 habitantes (densidade: 1 067,6 hab./km²).